# Asociación Nacional de Scouts de Haití
La Asociación Nacional de Scouts de Haití (ANSH, y en su idioma local, el criollo, Eskout Scouts Asisyen d'Haïti) es la organización nacional de los Scouts de Haití. El Movimiento Scout en Haití comenzó en 1916 y se convirtió en miembro de la Organización Mundial del Movimiento Scout (OMMS) en 1932 y nuevamente en 1940. La asociación mixta tiene 40.732 miembros (a partir de 2008).
El lema scout es Sois Prêt («Siempre Listo», literalmente «Estate Preparado») en francés.

## Programas
Aparte de los programas Scout tradicionales, la ANSH está comprometida con el desarrollo del país. Algunas de las áreas de trabajo son:
- Reforestación
- protección del medio ambiente
- Intercambios internacionales
- servicio a la comunidad
- prevención del sida

## Edades de secciones
La Asociación está dividida en tres grupos de edades:
- Lovetaux - Lobatos (de 8 a 11 años)
- Scouts (de 11 a 17 años)
- Rovers or Routiers (de 17 a 22 años)

## Historia

### Respuesta ante el terremoto de 2010
•Los scouts de Jacmel han ayudado a los bomberos en la búsqueda y rescate de víctimas bajo los escombros. También ayudaron a distribuir alimentos y agua a las víctimas.
•Una misión internacional de evaluación para ayudar a los scout saldrá de París en unas pocas horas para evaluar las necesidades y adaptar el plan de acción puesto en marcha.
•La misión estará compuesta por un voluntario cooperante miembro de Scouts et Guides de France y un periodista del semanario francés La Vie, y será apoyada por un miembro de Scouts MSC de España.
- 
1. ↑  https://web.archive.org/web/20120330112400/http://scout.org/en/information_events/blogs/haiti_solidarity_blog/haitian_scouts_in_action_the_scout_alliance_prepares
2. ↑  https://web.archive.org/web/20100210113832/http://www.scout.org/en/information_events/blogs/haiti_solidarity_blog/world_scouting_the_red_cross_and_the_united_nations
3. ↑  https://web.archive.org/web/20100127180343/http://www.sgdf.fr/Les-ministeres-de-l-eduction-et-de

.
- Datos: Q7438648